# بيتر لوفنكراندس
بيتر روسنكراندس لوفنكراندس (بالدنماركية: Peter Løvenkrands) (مواليد 29 يناير 1980 في هورسهولم) هو لاعب كرة قدم دنماركي دولي سابق كان يلعب كلاعب وسط. سبق له أن لعب في كأس العالم لكرة القدم مع منتخب بلاده. بدأ مسيرته الرياضية عام 1998 مع أكاديميسك بولدكلوب. لعب خلال مسيرته 313 مباراة سجل خلالها 76 هدفاً.

## مسيرته الكروية
لعب بيتر لوفنكراندس خلال مسيرته الاحترافية مع 6 أندية في سبعة عشر موسمًا وسجل خلالها 78 هدفًا ضمن 319 مباراة. حيث فاز في ثلاثة مواسم بالكأس وفي موسمين بالدوري.
خاض بيتر لوفنكراندس مسيرته مع نادي أوبه في موسم 1998–99 ولمدة موسمين، مشاركًا في 32 مباراة سجل خلالها 7 أهداف. ثم انتقل إلى نادي رينجرز في موسم 2000–01 ليلعب معه ستة مواسم، حيث شارك في 128 مباراة سجل خلالها 37 هدفًا. لينتقل بعدها إلى نادي شالكه 04 في موسم 2006–07 ولمدة موسمين، مشاركًا في 44 مباراة سجل خلالها 6 أهداف. ثم انتقل إلى نادي نيوكاسل يونايتد في موسم 2008–09 ليلعب معه أربعة مواسم، مشاركًا في 75 مباراة سجل خلالها 22 هدفًا. هذا وانتقل لاحقًا إلى نادي برمنغهام سيتي في موسم 2012–13 ولمدة موسمين، مشاركًا في 37 مباراة سجل خلالها 4 أهداف.

## روابط خرجية
- بيتر لوفنكراندس على فرق كرة القدم الوطنية.كوم
- بيتر لوفنكراندس على موقع الاتحاد الدولي (مؤرشف)  (الإنجليزية)
- بيتر لوفنكراندس على موقع قاعدة بيانات كرة القدم.إي يو (الإنجليزية)
- بيتر لوفنكراندس على موقع بيانات كرة القدم. دي إي (الألمانية)
- بيتر لوفنكراندس على موقع ناشيونال فوتبول تيمز (الإنجليزية)
- بيتر لوفنكراندس على موقع Soccerbase.com (لاعب) (الإنجليزية)
- بيتر لوفنكراندس على موقع عالم كرة القدم.نت (الإنجليزية)